# 斐济护照
斐濟護照是依照2002年《斐濟群島護照法》的規定，由移民部護照局發行給斐濟公民的旅行證件。
根据2025年1月8日发布的亨利护照指数，斐济护照可免签证、落地签证或电子签证入境90个国家和地区，位居世界第55。

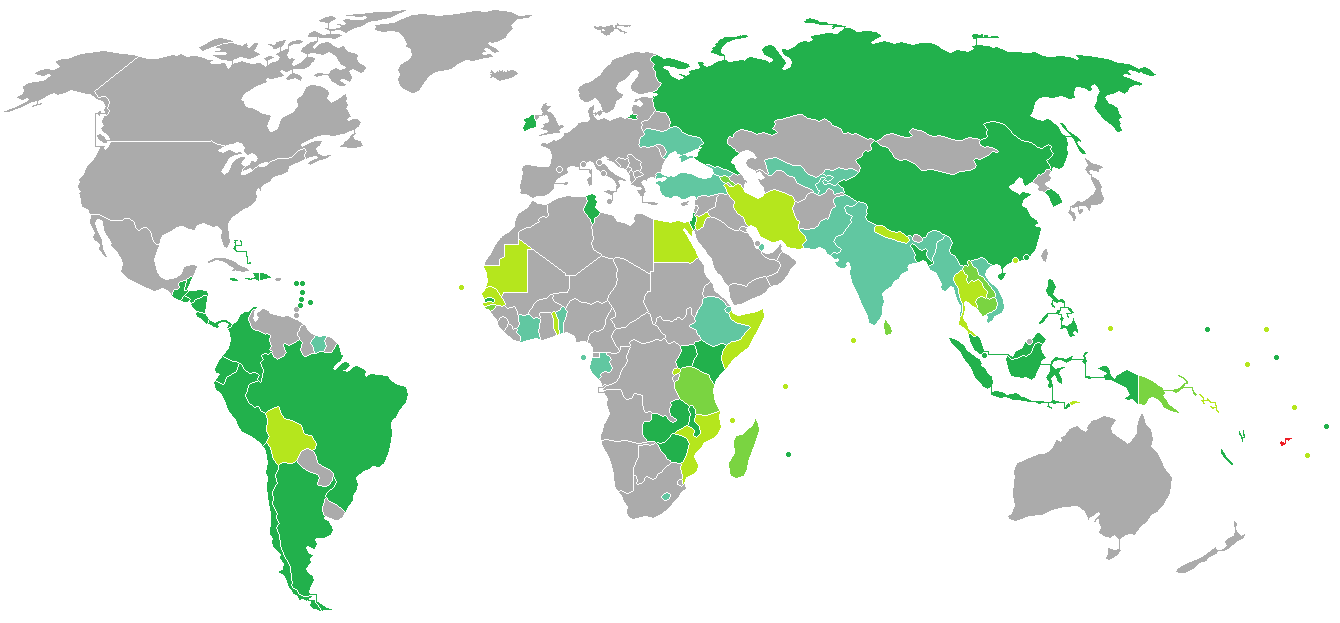
对斐济公民实施签证优惠政策国家和地区
斐济
免签国家与地区
落地签国家与地区
需要签证的国家与地区